# Relazione ternaria
In matematica, una relazione ternaria o relazione triadica è una relazione in cui il numero di posti nella relazione è tre. Le relazioni ternarie possono anche essere indicate come 3-adiche, 3-arie o 3-dimensionali.
Così come una relazione binaria è formalmente definita come un insieme di coppie, cioè un sottoinsieme del prodotto cartesiano A × B di due insiemi A e B, così una relazione ternaria è un insieme di triple, formanti un sottoinsieme del prodotto cartesiano A × B × C di tre insiemi A, B e C.
Un esempio di relazione ternaria in geometria elementare può essere dato sulle triple di punti, dove una terna è nella relazione se i tre punti sono collineari. Un altro esempio geometrico può essere ottenuto considerando delle terne costituite da due punti e una retta, dove una terna è nella relazione ternaria se i due punti determinano (sono incidenti a) la retta.

## Esempi

### Funzioni binarie
Una funzione f: A × B → C in due variabili associa ad ogni coppia (a, b) in A × B un elemento f(a, b) in C. Pertanto, il suo grafico è costituito da coppie della forma ((a, b), f(a, b)). Tali coppie, in cui il primo elemento è esso stesso una coppia, possono essere viste come triple. Ciò rende il grafico di f una relazione ternaria tra A, B e C, costituito da tutte le triple (a, b, f(a, b)), con a in A e b in B.

### Ordini ciclici
Dato un qualsiasi insieme A i cui elementi sono disposti su una circonferenza, si può definire una relazione ternaria R su A, cioè un sottoinsieme di A3 = A × A × A, stabilendo che R(a, b, c) vale se e solo se gli elementi a, b e c sono a due a due diversi e andando da a a c in senso orario si passa per b. Ad esempio, se A = 1, 2, 3, 4, 5, 6, 7, 8, 9, 10, 11, 12 rappresenta le ore sul quadrante di un orologio, allora R(8, 12, 4) è vero e R(12, 8, 4) è falso.

### Relazione di congruenza
La congruenza ordinaria dell'aritmetica
{\displaystyle a\equiv b{\pmod {m}}}
che vale per tre numeri interi a, b e m se e solo se m divide a − b, formalmente può essere considerata come una relazione ternaria. Tuttavia, solitamente, viene invece considerata come una famiglia di relazioni binarie tra a e b, indicizzate dal modulo m. Infatti, per ogni m fissato, questa relazione binaria ha alcune proprietà naturali, come essere una relazione di equivalenza, mentre in generale la relazione ternaria risultante non è studiata come relazione unica.

### Relazione di tipizzazione
Una relazione di tipizzazione {\displaystyle \Gamma \vdash e\!:\!\sigma } indica che {\displaystyle e} è un termine di tipo {\displaystyle \sigma } nel contesto {\displaystyle \Gamma }, ed è quindi una relazione ternaria tra contesti, termini e tipi.

### Regole di Schröder
Date le relazioni omogenee A, B, e C su un insieme, una relazione ternaria {\displaystyle (A,\ B,\ C)} può essere definita usando la composizione delle relazioni AB e l'inclusione AB ⊆ C. All'interno del calcolo delle relazioni, ogni relazione {\displaystyle A} ha una relazione inversa {\displaystyle A^{T}} e una relazione complemento {\displaystyle {\bar {A}}}. Usando queste involuzioni, Augustus De Morgan ed Ernst Schröder hanno dimostrato che {\displaystyle (A,\ B,\ C)} è equivalente a {\displaystyle ({\bar {C}},B^{T},{\bar {A}})} e anche equivalente a {\displaystyle (A^{T},\ {\bar {C}},\ {\bar {B}})}. Le mutue equivalenze di queste forme, costruite dalla relazione ternaria {\displaystyle (A,\ B,\ C)}, sono chiamate regole di Schröder.